# Ana Paula Schneider
Ana Paula Schneider (Santa Cruz do Sul, 21 de março de 1990) é uma dubladora, atriz e youtuber brasileira. Como dubladora, deu voz a Elena Fisher na série de jogos eletrônicos Uncharted. Já como atriz de voz, interpretou o Cebolinha em Vamos Brincar com a Turma da Mônica, entre outros trabalhos.
Tornou-se conhecida na internet por seus vídeos cômicos, nos quais interpreta a personagem Bocuda, compartilhados em diversas redes sociais.
Iniciou sua carreira artística como atriz em companhias de teatro infantil no Rio Grande do Sul e, em 2011, conquistou o Prêmio Açorianos de Melhor Atriz, reconhecimento concedido por sua atuação no monólogo adulto Uma Fada no Freezer.
Na televisão, Ana Paula participou do 4º Prêmio Multishow de Humor, chegando às semifinais da competição.

## Carreira como atriz
No início de 2010, Ana Paula deixou sua cidade natal e mudou-se para Porto Alegre. Naquele mesmo ano, concluiu o curso de Formação de Ator na Teatro Escola de Porto Alegre (TEPA), sob a orientação dos professores Zé Adão Barbosa, Jezebel de Carli, Adriano Basegio e Luiz Paulo Vasconcellos. Ela encerrou o curso com a peça de teatro Splendor, um musical inspirado no filme Le Bal de Ettore Scola, que ficou em cartaz durante três semanas. Ainda em 2010, começou a trabalhar na Fundação Tiago de Moraes Gonzaga – Vida Urgente, onde se apresentava para o público infantil na peça Os Contadores de História.
No ano seguinte, em 2011, já estava integrada no circuito profissional de teatro em Porto Alegre, realizando apresentações em todo o estado gaúcho como parte da Cia Teatro Novo. Durante alguns anos, atuou em espetáculos infantis como O Mundo Encantado da Páscoa, Caravana da Fantasia conta O Patinho Feio, Os Saltimbancos, Era uma vez uma História e Aventura no Mundo dos Sonhos.
Em novembro de 2011, estreou o espetáculo adulto Uma Fada no Freezer, um monólogo escrito pelo dramaturgo Julio Zanotta especialmente para ela. Essa peça representou uma combinação entre dramaturgia sob medida e a consolidação de um papel que destacasse suas qualidades como atriz. O espetáculo teve diversas apresentações na capital gaúcha entre 2011 e 2016, incluindo exibições no  Porto Verão Alegre nos anos de 2013 e 2014. Essa performance rendeu à atriz o Prêmio Açorianos de Teatro na categoria de melhor atriz revelação em 2011.
Em Porto Alegre, nos anos seguintes, Ana Paula integrou o elenco de espetáculos como Boca de Ouro, A Tropicália Tá Chegando e O Amor de Pedro por João, além de participar de clássicos do teatro gaúcho como Adolescer e Bailei na Curva, escrita por Júlio Conte em 1983.
Em 2015, Ana Paula mudou-se para o Rio de Janeiro, onde atuou na montagem de Alice no País das Maravilhas. Lá também passou a apresentar-se como comediante stand-up, participando de projetos como "Comédia das Patroas", "Américas Comedy" e "BoraRir", este último dirigido por Paulinho Serra.

## Carreira na Internet

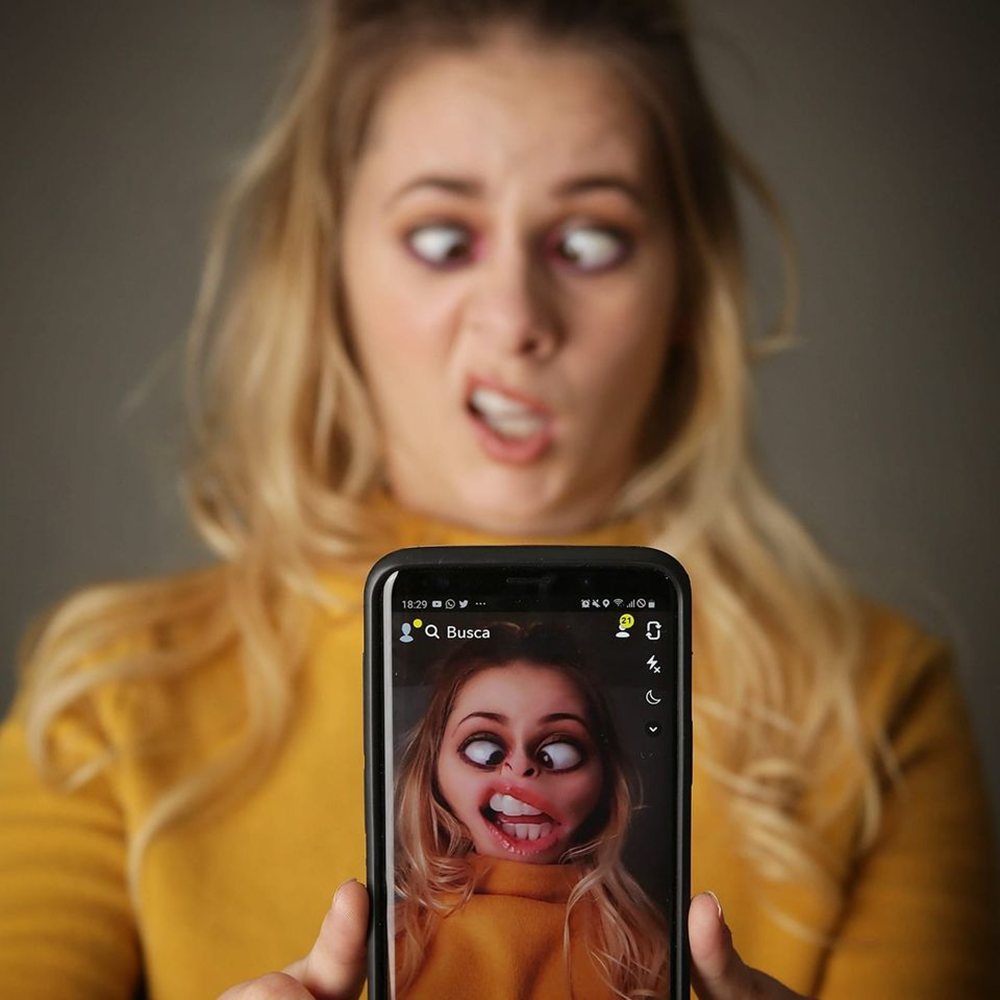
Ana Paula Schneider e sua personagem Bocuda.

Em 2017, às vésperas de seu aniversário, Ana Paula conquistou popularidade na internet por meio de um vídeo publicado em suas redes sociais. Neste vídeo, ela utilizou um filtro do Snapchat que aumentava consideravelmente o tamanho de sua boca e distorcia sua voz de forma cômica.
O vídeo, no qual de maneira caricata fazia referência aos doces populares de sua cidade natal que desejava comer em seu aniversário, recebeu milhões de visualizações nas primeiras 24 horas após a publicação, espalhando-se rapidamente pelo Whatsapp e Facebook. Com a repercussão, a atriz começou a receber diversas mensagens de usuários das redes sociais solicitando a criação de novos vídeos.
Várias páginas e usuários passaram a compartilhar o seu vídeo nas redes sociais, incluindo figuras conhecidas da televisão, como o humorista Carioca do programa Pânico na TV, e também influenciadores como Caciano Kuffel, um humorista gaúcho que Ana Paula conheceu durante sua participação no Prêmio Multishow de Humor.
O sucesso repentino nas redes sociais levou Ana Paula a criar seu canal no YouTube, inicialmente denominado "Máquina de Pelúcia". Além disso, ela deu vida à personagem Bocuda, com a qual passou a produzir frequentemente vídeos cômicos abordando situações cotidianas, inspirados tanto em suas próprias experiências quanto em histórias compartilhadas por terceiros.
Eu sou viciada em máquinas de pegar bichinhos de pelúcia. O nome combina comigo e com meu humor. Sempre imagino uma máquina com diversos bichos com expressões diferentes jogados no mesmo lugar. É tudo por causa da brincadeira de existir varias Ana’s e identidades dentro do Humor da Ana.
— Ana Paula Schneider em entrevista ao Portal Arauto em 07 de abril de 2017
Em 2018, Ana Paula participou do projeto "Gurias na Estrada". Nesse projeto, ela e outras duas gaúchas embarcaram em uma viagem pela Europa em um motorhome, com a finalidade de explorar e destacar as semelhanças entre a cultura gaúcha e a cultura dos países europeus. A jornada teve a duração de 90 dias e foi documentada em suas redes sociais.

## Carreira como dubladora, atriz de voz e locutora
Seu primeiro grande trabalho de destaque como dubladora foi com a Radioativa Game Sounds, quando deu voz a Elena Fisher em Uncharted: Drake's Fortune (2007). A partir desse projeto, continuou colaborando com o estúdio na dublagem de outros jogos de videogame.
Ao mudar-se para o Rio de Janeiro, montou um home studio, onde passou a produzir também trabalhos de locução publicitária para todo o Brasil.

### Principais trabalhos
| Cinema | Cinema                              | Cinema                                                                     | Cinema |
| Ano    | Filme                               | Personagem                                                                 | ref    |
| ------ | ----------------------------------- | -------------------------------------------------------------------------- | ------ |
| 2015   | Bruxarias                           | Malva / Rosa / Caracol                                                     | [ 34 ] |
| 2018   | Friozinho                           | Pedrinho                                                                   | [ 35 ] |
| 2022   | As Aventuras de Gudetama            | Shakipiyo                                                                  | [ 36 ] |
| 2022   | Vamos Brincar com a Turma da Mônica | Cebolinha                                                                  | [ 2 ]  |
| 2022   | Qual é, broto?                      | Su                                                                         | [ 37 ] |
| 2023   | Meu Trabalho no Café Yuri           | Mai                                                                        | [ 38 ] |
| 2023   | Placa-Mãe                           | Nadi                                                                       | [ 39 ] |
| 2023   | Perdida                             | Mulher 1                                                                   | [ 40 ] |
| 2024   | Pipas                               | Papagaio                                                                   | [ 41 ] |
| Games  |                                     |                                                                            |        |
| Ano    | Jogo                                | Personagem                                                                 | ref    |
| 2007   | Uncharted: Drake's Fortune          | Elena Fisher                                                               | [ 33 ] |
| 2009   | Uncharted 2: Among Thieves          | Elena Fisher                                                               | [ 42 ] |
| 2016   | Uncharted 4: A Thief's End          | Elena Fisher                                                               | [ 43 ] |
| 2020   | Demon's Souls                       | Dama de Preto                                                              | [ 44 ] |
| 2020   | Sackboy: Uma Grande Aventura        | N.A.O.M.I.                                                                 | [ 45 ] |
| 2020   | Warcraft III: Reforged              | Alicia Arqueira Guardiã Sentinela Shandris Plumaluna Sirena Naga Stephanie | [ 46 ] |
| 2021   | Outriders                           | Adicional                                                                  | [ 47 ] |
| 2021   | Diablo II: Resurrected              | Kashya                                                                     | [ 48 ] |

## Prêmios
| Ano  | Prêmio                     | Categoria    | Trabalho            | Resultado |
| ---- | -------------------------- | ------------ | ------------------- | --------- |
| 2011 | Prêmio Açorianos de Teatro | Melhor atriz | Uma Fada no Freezer | Venceu    |